# Giovanni Nepomuceno de Tschiderer
Giovanni Nepomuceno de Tschiderer zu Gleifheim, (in tedesco: Johann Nepomuk von Tschiderer zu Gleifheim) (Bolzano, 15 aprile 1777 – Trento, 3 dicembre 1860), è stato un vescovo cattolico austriaco.
Dal 1834 al 1860 fu vescovo di Trento. È stato beatificato nel 1995 da papa Giovanni Paolo II.

## Biografia

### I primi anni
Giovanni Nepomuceno de Tschiderer nacque a Bolzano il 15 aprile 1777, figlio di Giuseppe Gioacchino de Tschiderer di Gleifheim, esattore generale delle tasse per il Tirolo, e Caterina de' Giovanelli, italiana. Sin da piccolo manifestò dei problemi di pronuncia che gli procurarono una balbuzie che perdurò anche in età adulta. Nel 1785 si trasferì con la sua famiglia a Innsbruck, ma l'anno successivo Giovanni decise di fare ritorno a Bolzano presso il nonno materno per poter frequentare il ginnasio dei francescani dove si distinse “per onesta e diligente applicazione”. A Innsbruck tornò nel 1794 per completare i propri studi filosofici e li conobbe padre Ercolano Oberrauch che lo guidò nello studio della sacra scrittura e della patristica sino al 1798.
Venne ordinato presbitero il 27 luglio 1800 per mano dell'arcivescovo di Trento, Emanuele Maria Thun e celebrò la prima messa nella piccola chiesa di Sant'Antonio da Padova a Collalbo, sull'altipiano del Renon, dove rimase per due anni come sacerdote ausiliario della parrocchia di Longomoso. Nel 1802 ottenne il permesso di recarsi per un anno a Roma dove venne più volte ricevuto in udienza da papa Pio VII. Tornato in Austria, collaborò ancora nelle parrocchie di Auna di Sotto nel 1803 e San Pancrazio nel 1804 sino al 1807 quando venne nominato parroco e docente di teologia nel seminario di Trento per nomina del governo bavarese (all'epoca i territori erano stati assoggettati al Regno di Baviera).
A Trento, nonostante le difficoltà nell'apprendimento e nell'uso della lingua italiana, si dimostrò un ottimo insegnante e nel 1810, ma al momento dell'annessione del Trentino al Regno d'Italia napoleonico, tutti i docenti di origini tedesche dovettero essere sostituiti da insegnanti di origini italiane e per questo Giovanni dovette abbandonare il proprio incarico. Questo non gli impedì ad ogni modo d fondare piccole scuole in diverse località ed impegnandosi assieme ad altri maestri germanofoni nella trasmissione del catechismo al popolo, portando anche viveri e beni alimentari alle comunità più distanti dai centri abitati.
Il 13 settembre 1819, dopo la restaurazione degli austriaci, venne nominato parroco di Merano ed il 26 ottobre 1826 venne convocato a Trento dal vescovo Franz Xavier Luschin che lo nominò canonico di quella cattedrale e membro del capitolo tridentino. L'anno successivo, il 26 dicembre 1827, venne nominato provicario nell'arcidiocesi ed inquadrato nel suo clero per provvedere all'insegnamento in lingua tedesca nell'area di Trento.

### L'episcopato a Trento
Il 24 febbraio 1832 fu eletto vescovo ausiliare di Bressanone e ordinato vescovo titolare di Elenopoli di Bitinia il 20 maggio dello stesso anno da Bernhard Galura. Fu vescovo di Trento dal 3 maggio 1835 al 3 dicembre 1860.
Venne nominato nel 1834 su proposta del predecessore Luschin dall'imperatore d'Austria Francesco I, in forza della particolare posizione di quello che era stato un principato vescovile retto da vescovi-conti. La nomina venne ratificata da papa Gregorio XVI il 19 dicembre dello stesso anno. Come vescovo si distinse per le numerose visite pastorali in tutte le località della diocesi, che per estensione era seconda solo a quella di Milano.
Visitando la Valvestino e Magasa, de Tschiderer ebbe modo di conoscere in quest'ultima località le elette virtù spirituali dell'umile curato don Matteo Gottardi. Così, quando, nel 1838, don Pier Paolo Righler, padre spirituale del seminario teologico di Trento, fu nominato alla cattedra di professore di pastorale, il vescovo nominò a sua volta don Matteo Gottardi suo successore. Operò per la formazione del clero e in favore dei poveri sostenendo il Johanneum di Bolzano e l'Istituto per sordomuti di Trento che oggi porta il suo nome.
Fu contrario alla riforma Giuseppina e per questo operò per sostituire alcuni professori del Seminario che ne condividevano i principi con uomini di sua fiducia, che mandò a completare la formazione presso il Frintaneum di Vienna o il Germanicum di Roma. Istituì corsi di esercizi spirituali da tenersi ogni anno per il clero per la cui formazione fondò convitti a Borgo e Bolzano. Inoltre sostenne l'unità del Tirolo contro le proposte di annessione del Trentino al Regno Lombardo Veneto, che in quel periodo apparteneva come il Tirolo alla corona austriaca.
Nel 1860 sospese dal servizio il professor don Bartolomeo Venturini di Magasa, insegnante presso l'Imperial Regio Ginnasio di Rovereto, per aver autorizzato i propri studenti a portare sul bavero della giacca il tricolore. Il Venturini dovette dedicarsi all'insegnamento privato e poi emigrare nel Regno d'Italia a Desenzano.
Per quanto riguarda la sua personalità pur avendo almeno formalmente le prerogative di un principe vescovo fu alieno da ogni pompa e visse in modo molto semplice, concentrandosi sulla sua missione spirituale e, pur essendo tedesco, assicurandosi molta simpatia da parte di tutto il popolo di un territorio abitato per la maggior parte da popolazione di lingua italiana.
Nel 1873 il suo successore, l'italiano Benedetto de Riccabona, avviò il processo diocesano informativo sulle virtù di Giovanni Nepomuceno, che portò alla beatificazione del vescovo avvenuta a Trento il 30 aprile 1995 giorno della visita del papa Giovanni Paolo II.

## Genealogia episcopale e successione apostolica
La genealogia episcopale è:
- Cardinale Scipione Rebiba
- Cardinale Giulio Antonio Santori
- Cardinale Girolamo Bernerio, O.P.
- Arcivescovo Galeazzo Sanvitale
- Cardinale Ludovico Ludovisi
- Cardinale Luigi Caetani
- Cardinale Ulderico Carpegna
- Cardinale Paluzzo Paluzzi Altieri degli Albertoni
- Papa Benedetto XIII
- Papa Benedetto XIV
- Papa Clemente XIII
- Cardinale Giovanni Battista Caprara Montecuccoli
- Vescovo Dionys von Rost
- Vescovo Karl Franz von Lodron
- Vescovo Bernhard Galura
- Vescovo Giovanni Nepomuceno de Tschiderer

La successione apostolica è:
- Cardinale Friedrich Johann Joseph Cölestin von Schwarzenberg (1836)